# 五味茉莉伽
五味 茉莉伽（ごみ まりか、12月25日 - ）は、日本の女性声優、ゲーム実況者、舞台役者。
山梨県出身。ガンバールに所属。
声優としての名前は五味茉莉伽で、ストリーマーやゲームプレイヤーとしての名前はごまりちゃん。
鉄拳7から格闘ゲームを始め、現在は鉄拳8をプレイ中。
使用メインキャラクターはアーマーキングで、「アーマーキングが旦那様」である。

ファンの呼称は「ごまりんちゅ」。

## 略歴
- 2016年、日本ナレーション演技研究所 卒業。[1]
- 2016年、劇団流星群〜Shooting Star Family〜 入団。[1] 2018年6月22日、自身のTwitterにて以降サポーターとして活動する事が発表された。[4]
- 2017年にスタートしたプロジェクト「ライブレボルト」に宮代りな役で参加し、同プロジェクトの声優ユニットライブレボルト及びリサイタルズ from LiveRevoltとしても活動を開始[5]。
- 2017年6月1日付けでガンバール所属タレントとして活動を開始。[6]
- 2019年2月2日よりゲーム配信開始[7]。
- 2019年3月11日より所属事務所のYouTubeチャンネルにて声優活動の一環として「Vガンバール」というバーチャルYouTuberの活動を開始[8]。
- 2020年2月9日、Twitchアカウントを解説。これまでYouTubeやニコニコ生放送で行っていたゲーム配信の主な媒体を徐々にTwitchに移行する[9]。
- 2020年11月22日、個人YouTubeチャンネルを開設する[10][11]。
- 2020年12月11日、プロジェクトの終了に伴いライブレボルト及びリサイタルズ from LiveRevoltとしての活動を終了[12]。
- 2022年10月25日、TZGAMELabsプロデュースのeスポーツチーム「TZGAMING」TEKKEN部門のメンバーとして活動を開始[13][14]。
- 2024年8月4日、ライブレボルトがLiveRevolt Re:vengeとして活動を再開に伴い、ライブレボルト及びリサイタルズ from LiveRevoltとしての活動を再開。[15]

## 人物
- 実家は山梨県でクリスマスに双子の妹として生まれる。[2]双子の姉はイラストレーターをしている。本人曰く、「たぶん一卵性双生児」。
- 松屋をよく食べている。誕生日にも食べるほどの松屋好き。[16]
- 漫画とゲームが趣味でSCEジャパンスタジオ作品のゲームがお気に入り。[17]
- YouTuberやTwitchにてゲーム実況者としても活動しており、格闘ゲームの鉄拳7や鉄拳8をメインにプレイしている。2023年からはドラゴンクエストシリーズにも挑戦し始め、時に笑いの奇跡を起こしている。
- 鉄拳7での使用メインキャラクターはアーマーキング。鉄拳8にはアーマーキングがいないので、いつかアーマーキングが参戦することを夢みて、それまでに全キャラクターを使用することを目標に配信をしている。
- 本人曰く、「三歩歩いたら忘れる鳥頭」なのでよくノートにメモを取っている。鉄拳シリーズやドラゴンクエストシリーズの配信でもよくノートにメモを取っており、完成度も高く、「ごまりちゃん専用攻略本｣と化している。
- 小さい頃からアニメや漫画が大好きで犬夜叉をきっかけに声優という仕事に興味をもつようになる。[18] 小さい頃は漫画のセリフをほぼ丸暗記し、双子の姉と一緒にアニメの映像にリアルタイムで声を被せて遊んでいた。

## 出演
太字はメインキャラクター。

### アニメ

#### 2019年
- 超普通都市カシワ伝説Z (ピック)

#### 2020年
- 超普通都市カシワ伝説R (テガR中田一郎)

### ゲーム

#### 2015年
- ぎゃるがん☆だぶるぴーす (藤原佐織、剣悠梨)

### ドラマCD

#### 2017年
- ライブレボルト (宮代りな)

### ラジオ
- 成家とヤスコのジルケミ (2017年)
- 比良坂芽衣の昇然高校放送部 第37回、38回(2018年)
- 藤井アユ美のあゆゆカフェ(2019年)
- お正月だからしょーがない！(2019年)
- 未来文化遺産研究所 第33、34回 (2020年)

### インターネットテレビ
- レボルティックれいでぃお！ (2017年6月9日 - 2018年10月19日、ニコニコ生放送)
- 五味茉莉伽のまるかじりれいでぃお！ (2017年11月23日 - 、ニコニコ生放送)
- LINE×LIVE×Revolt (2018年10月29日 - 2019年7月3日、LINE LIVE)
- 五味茉莉伽ゲーム配信 (2019年2月2日 - 、YouTube・Twitch)

### 舞台
- 「シュウさんと修ちゃんと風の列車」(主演:少女役) (2016年)
- 「21gの時間」 (霊界堂萌役) (2016年)
- team.鴨福　朗読劇「夏を溶かす雪」（MCミーゴ役）(2017年)
- 劇団流星群15回公演「TRUTH」（初音役）(2017年)
- 劇団藤一色脚色公演 白「いかにも、秋の脱臼祭り」(主人公エビ役) (2018年)
- KIESS TONE 2ND READING 朗読歌謡劇 「転生アイドル謙信」(主人公謙信役) (2019年)
- 劇団藤一色 脚色公演 紫「シン･デレラ 赤」「デレラ～クイーン･オブ･モンスターズ～ 青」(音声のみ出演) (2020年)
- 劇団藤一色 脚色公演 紫 アフターイベント「劇場版しん･ゑゔゃんげりよん:」(道成･ジャスタ･バイザウェイ)(2020年)

## ディスコグラフィ
ライブレボルトの活動については「ライブレボルト」のページを参照

### キャラクターソング
| 発売日   | タイトル                                    | 歌                           | 楽曲                                                | 備考                     |
| 2017年   | 2017年                                      | 2017年                       | 2017年                                              | 2017年                   |
| -------- | ------------------------------------------- | ---------------------------- | --------------------------------------------------- | ------------------------ |
| 8月9日   | REVOLUTIA/Daring Soldiers                   | ライブレボルト               | 「REVOLUTIA」 「Daring Soldiers」                   | 『ライブレボルト』関連曲 |
| 2018年   |                                             |                              |                                                     |                          |
| 1月10日  | あれやこれやてんてこ舞い/全部うまく行くから | リサイタルズ from LiveRevolt | 「あれやこれやてんてこ舞い」 「全部うまく行くから」 | 『ライブレボルト』関連曲 |
| 11月21日 | REBIRTH                                     | ライブレボルト               | 「革命の唄」 「My best buddy」 「QUAD DRIVE!」      | 『ライブレボルト』関連曲 |
| 11月21日 | REBIRTH                                     | リサイタルズ from LiveRevolt | 「サマバケ！～永遠の夏～」 「Happy Magic!」         | 『ライブレボルト』関連曲 |
| 2019年   |                                             |                              |                                                     |                          |
| 3月13日  | BUDDIES                                     | ライブレボルト               | 「我らの声で蹴っ飛ばせ！」                          | 『ライブレボルト』関連曲 |
| 3月13日  | BUDDIES                                     | リサイタルズ from LiveRevolt | 「メーデー！くるくるクライシス学院」                | 『ライブレボルト』関連曲 |

### ユニットメンバー
1. ↑  藤原あかね（田口華有）、野田ここみ（秋場ゆり）、瀬戸マリン（平野有紗）、紫咲クリス（あおきまお）、宮代りな（五味茉莉伽）、平井かな（池羽悠）、白石まどか（新菜まこ）、時音ひなた（松平奈々）
2. 1 2 3  宮代りな（五味茉莉伽）、平井かな（池羽悠）
3. 1 2  藤原あかね（田口華有）、野田ここみ（秋場ゆり）、瀬戸マリン（道井悠）、紫咲クリス（あおきまお）、宮代りな（五味茉莉伽）、平井かな（池羽悠）、白石まどか（荒井瑠里）、時音ひなた（堀内まり菜）